# Liste der Orte im Landkreis Schwäbisch Hall
Die Liste der Orte im Landkreis Schwäbisch Hall listet die geographisch getrennten Orte (Ortsteile, Stadtteile, Dörfer, Weiler, Höfe, Wohnplätze) im Landkreis Schwäbisch Hall auf.
Seit dem Abschluss der baden-württembergischen Kreisreform von 1973 umfasst der Landkreis Schwäbisch Hall 30 Gemeinden, darunter 9 Städte (Crailsheim, Gaildorf, Gerabronn, Ilshofen, Kirchberg an der Jagst, Langenburg, Schrozberg, Schwäbisch Hall und Vellberg) und 21 sonstige Gemeinden (Blaufelden, Braunsbach, Bühlertann, Bühlerzell, Fichtenau, Fichtenberg, Frankenhardt, Kreßberg, Mainhardt, Michelbach an der Bilz, Michelfeld, Oberrot, Obersontheim, Rosengarten, Rot am See, Satteldorf, Stimpfach, Sulzbach-Laufen, Untermünkheim, Wallhausen, Wolpertshausen).
Schwäbisch Hall ist die Kreisstadt und zugleich Große Kreisstadt, wie außerdem Crailsheim. Zwischen einzelnen Kommunen gibt es neun vereinbarten Verwaltungsgemeinschaften, nämlich die Gemeindeverwaltungsverbände Braunsbach-Untermünkheim, Brettach-Jagst, Fichtenau, Ilshofen-Vellberg, Limpurger Land und Oberes Bühlertal sowie die Verwaltungsgemeinschaften Crailsheim, Gerabronn und Schwäbisch Hall.
Gemessen an der Einwohnerzahl ist Schwäbisch Hall die größte Kommune und Langenburg die kleinste. Gemessen an der Gemarkungsfläche ist Crailsheim die größte Kommune und Michelbach an der Bilz die kleinste. Die Kommune mit der größten Einwohnerdichte ist Schwäbisch Hall mit 407 Einwohnern je km², diejenigen mit der geringsten ist Bühlerzell mit 42 Einwohnern je km².
Grundlage für diese Liste sind die in der Literaturquelle von Kohlhammer (1980) Das Land Baden-Württemberg – Amtliche Beschreibung nach Kreisen und Gemeinden – Band IV: Regierungsbezirk Stuttgart, Regionalverbände Franken und Ostwürttemberg genannten Orte. Zusätzlich bestehende Orte, die in der grundlegenden Literaturquelle nicht genannt wurden, werden üblicherweise nach der Quelle www.leo-bw.de mit zusätzlichen Einzelnachweisen erfasst.

## Systematische Liste
Alphabet der Städte und Gemeinden mit den zugehörigen Orten.

### Blaufelden
Blaufelden (90,18 km²; 5.401 Einwohner; 60 EW je km²) mit den Ortsteilen Billingsbach, Blaufelden, Gammesfeld, Herrentierbach, Wiesenbach und Wittenweiler.
- Zu Billingsbach das Dorf Billingsbach (⊙), die Weiler Brüchlingen (⊙), Lentersweiler (⊙), Mittelbach (⊙) und Raboldshausen (⊙) und die Wohnplätze Hertensteiner Mühle (⊙), Pfingsthöfe[2] (⊙) und Wendenhof[3] (⊙).
- Zu Blaufelden das Dorf Blaufelden (⊙), die Weiler Blaubach (⊙) Niederweiler (⊙), das Gehöft Schuckhof (⊙) und der Wohnplatz Hofmühle[4] (⊙).
- Zu Gammesfeld das Dorf Gammesfeld (⊙), die Weiler Ehringshausen (⊙), Heufelwinden (⊙) und Metzholz (⊙).
- Zu Herrentierbach das Dorf Herrentierbach (⊙), die Weiler Alkertshausen (⊙), Kottmannsweiler (⊙) und Simmetshausen (⊙) und das Gehöft Geroldshausen (⊙).
- Zu Wiesenbach das Dorf Wiesenbach (⊙), die Weiler Emmertsbühl (⊙), Engelhardshausen (⊙), Naicha (⊙) und Saalbach (⊙).
- Zu Wittenweiler das Dorf Wittenweiler (⊙), der Weiler Erpfersweiler (⊙) und die Wohnsiedlung Wasen (⊙).

### Braunsbach
Braunsbach (52,85 km²; 2.522 Einwohner; 48 EW je km²) mit den Ortsteilen Arnsdorf, Braunsbach, Döttingen, Geislingen am Kocher, Jungholzhausen, Orlach und Steinkirchen.
- Zu Arnsdorf das Dorf Arnsdorf (⊙), die Weiler Braunoldswiesen (⊙), Herdtlingshagen (⊙), Reisachshof (⊙), Rückertsbronn (⊙) und Rückertshausen (⊙).
- Zu Braunsbach das Dorf Braunsbach (⊙) und der Weiler Schaalhof (⊙).
- Zu Döttingen das Dorf[5] Döttingen (⊙).
- Zu Geislingen am Kocher das Dorf Geislingen am Kocher (⊙) und die Weiler Bühlerzimmern (⊙) und Hergershof (⊙).
- Zu Jungholzhausen das Dorf Jungholzhausen (⊙), der Weiler Zottishofen (⊙) und das Gehöft Dörrhof (⊙).
- Zu Orlach das Dorf Orlach (⊙) und der Weiler Elzhausen (⊙).
- Zu Steinkirchen das Dorf Steinkirchen (⊙), die Weiler Sommerberg (⊙), Tierberg (⊙), Weilersbach (⊙) und Winterberg (⊙).

### Bühlertann
Bühlertann (23,59 km²; 3.078 Einwohner; 130 EW je km²)
mit dem Dorf Bühlertann (⊙), den Weilern Blashof (⊙), Fronrot (⊙), Halden (⊙), Hettensberg (⊙), Heuhof (⊙), Kottspiel (⊙), Vetterhöfe (⊙), dem Schloss Tannenburg (⊙), dem Hof Himmelreich (⊙) und den Wohnplätzen Avenmühle (⊙), Fallhaus (inzwischen aufgegangen, ⊙), Kreidelhaus (⊙), Niedermühle (⊙), Tannberghalden (⊙) und Weidenmühle (⊙).

### Bühlerzell
Bühlerzell (49,31 km²; 2.087 Einwohner; 42 EW je km²) mit den Ortsteilen Bühlerzell und Geifertshofen.
- Zu Bühlerzell das Dorf Bühlerzell (⊙), die Weiler Eichberg (⊙), Gantenwald (auch Gemarkung Geifertshofen; ⊙), Gerabronn (⊙), Heilberg (⊙), Hinterwald (⊙), Hochbronn (⊙), Holenstein (⊙), Kammerstatt (⊙), Mangoldshausen (⊙), Röhmen (⊙), Schönbronn (⊙), Senzenberg (⊙), Spatzenhof (⊙), Spitzenberg (⊙) und Steinenbühl (⊙), die Höfe Benzenhof (⊙) und Lautenhof (⊙) und die Wohnplätze Röhmensägmühle (⊙), Roßberg (⊙) und Stockhäusle (⊙).
- Zu Geifertshofen das Dorf Geifertshofen (⊙) und die Weiler Gantenwald (auch Gemarkung Bühlerzell; ⊙), Imberg (⊙), Immersberg (⊙), Säghalden (⊙), Trögelsberg (⊙) und Wurzelhof (⊙), die Höfe Hambacher Mühle (⊙), Teuerzer Sägmühle (⊙), Weißenhof (⊙) und Wurzelbühl (⊙) und der Wohnplatz Reitenhaus (⊙).

### Crailsheim
Crailsheim (109,08 km²; 35,346 Einwohner; 324 EW je km²) mit den Stadtteilen Crailsheim, Beuerlbach, Goldbach, Jagstheim, Onolzheim, Roßfeld, Tiefenbach, Triensbach und Westgartshausen.
- Zu Beuerlbach der Weiler Beuerlbach (⊙).
- Zu Crailsheim die Stadt Crailsheim (⊙), das Dorf Ingersheim (⊙), der Weiler Altenmünster (⊙) und die Wohnplätze Rotmühle (⊙) und Fallteich (früher anscheinend zu Satteldorf,[7] ⊙).
- Zu Goldbach das Dorf Goldbach (⊙).
- Zu Jagstheim das Dorf Jagstheim (⊙), die Weiler Alexandersreut (⊙) und Eichelberg (⊙), die Höfe Kaihof (⊙) und Stöckenhof (⊙) und der Wohnplatz Burgberg (⊙).
- Zu Onolzheim das Dorf Onolzheim (⊙) und der Wohnplatz Hammerschmiede (⊙).
- Zu Roßfeld das Dorf Roßfeld (⊙), die Weiler Hagenhof (⊙), Maulach (⊙) und Ölhaus (⊙) und der Wohnplatz Sauerbronnen (⊙).
- Zu Tiefenbach das Dorf Tiefenbach (⊙), die Weiler Rüddern (⊙) und Wollmershausen (⊙) und der Wohnplatz Weidenhäuser Mühle (⊙).
- Zu Triensbach das Dorf Triensbach (⊙), die Weiler Buch (⊙), Erkenbrechtshausen (⊙), Heinkenbusch (⊙) und Saurach (⊙) und das Gehöft Weilershof (⊙).
- Zu Westgartshausen das Dorf Westgartshausen (⊙), die Weiler Lohr (⊙), Ofenbach (⊙), Oßhalden (⊙), Schüttberg (⊙), Wegses (⊙) und Wittau (⊙) und der Wohnplatz Mittelmühle (⊙).

### Fichtenau
Fichtenau (31,28 km²; 4.606 Einwohner; 147 EW je km²) mit den Ortsteilen Lautenbach, Matzenbach, Unterdeufstetten und Wildenstein.
- Zu Lautenbach das Dorf Lautenbach (⊙), die Weiler Bernhardsweiler (⊙), Buckenweiler (⊙), Neustädtlein (⊙) und Rötlein (⊙) und die Wohnplätze Felsenmühle (⊙), Hammermühle (⊙), Ölmühle (⊙) und Vorstadt (⊙).
- Zu Matzenbach das Dorf Matzenbach (⊙), die Weiler Fichtenhof (⊙), Hahnenberg (⊙) und Krettenbach (⊙), die Wohnplätze Melbersmühle (⊙), Neuhaus (⊙) und Völkermühle (zumindest heute wohl zur Matzenbacher Teilgemarkung,[8] ⊙).
- Zu Unterdeufstetten das Dorf Unterdeufstetten (⊙), der Weiler Oberdeufstetten (⊙) und der Wohnplatz Birkenhof (⊙).
- Zu Wildenstein das Dorf Wildenstein (⊙), die Weiler Großenhub (⊙), Gunzach (⊙) und Wäldershub (⊙), die Wohnplätze Spitzenmühle (⊙), Völkermühle (zumindest heute wohl nicht mehr zur Wildensteiner Teilgemarkung,[8] ⊙) und Zankhof (⊙).

### Fichtenberg
Fichtenberg (24,19 km²; 2.890 Einwohner; 119 EW je km²)
mit dem Dorf Fichtenberg (⊙), den Weilern Dappach (⊙), Diebach (⊙), Erlenhof (⊙), Gehrhof (⊙), Hinterlangert (⊙), Hornberg (⊙), Michelbächle (⊙), Mittelrot (⊙), Plapphof (⊙), Rauhenzainbach (⊙), Vorderlangert (⊙), dem Gehöft Kronmühle (⊙) und den Wohnplätzen Buschhof (⊙), Erlenbach (⊙), Glattenzainbach (⊙), Hornberger Reute (⊙), Kleehaus (⊙), Retzenhof (⊙), Reutehaus (⊙), Rupphof (⊙), Stöckenhofer Sägmühle (⊙), Waldeck (⊙) und Wörbelhöfle oder Winterhaus (⊙).

### Frankenhardt
Frankenhardt (69,87 km²; 5.011 Einwohner; 72 EW je km²) mit den Ortsteilen Gründelhardt, Honhardt und Oberspeltach.
- Zu Gründelhardt das Dorf Gründelhardt (⊙), die Weiler Banzenweiler (⊙), Birkhof oder Birklein (⊙), Brunzenberg (⊙), Fichtenhaus oder Schmierhaus (⊙), Hellmannshofen (⊙), Hinteruhlberg (⊙), Markertshofen (⊙), Spaichbühl (⊙) und Stetten (⊙), das Gehöft Betzenmühle (⊙) und die Wohnplätze Landschaftspflegehof[9] (⊙) und Eulenhof[10] (⊙).
- Zu Honhardt das Dorf Honhardt (⊙), die Weiler Altenfelden (⊙), Appensee (⊙), Bechhof (⊙), Eckarrot (⊙), Gauchshausen (⊙), Hirschhof (⊙), Ipshof (⊙), Mainkling (⊙), Neuhaus (⊙), Reifenhof (⊙), Reishof (⊙), Sandhof (⊙), Steinbach an der Jagst (⊙), Unterspeltach (⊙), Vorderuhlberg (⊙) und Zum Wagner (⊙), das Gehöft Belzhof (⊙) und die Wohnplätze Fleckenbacher Sägmühle (⊙), Grunbachsägmühle (⊙), Henkensägmühle (⊙), Reifensägmühle[11] (⊙) und Tiefensägmühle (⊙).
- Zu Oberspeltach das Dorf Oberspeltach (⊙), die Weiler Bonolzhof (⊙), Steinehaig (⊙) und Waldbuch (⊙) und der Wohnplatz Neuberg (⊙).

### Gaildorf
Gaildorf (62,57 km²; 12,108 Einwohner; 193 EW je km²) mit den Stadtteilen Eutendorf, Gaildorf, Ottendorf und Unterrot.
- Zu Eutendorf das Dorf Eutendorf (⊙), die Weiler Adelbach (auch Gemarkung Ottendorf) (⊙), Großaltdorf (⊙), Kleinaltdorf (⊙) und Winzenweiler (⊙), die Höfe Schweizerhof (⊙) und Steigenhaus (⊙) und die Wohnplätze Eisbach (⊙) und Steppach (⊙).
- Zu Gaildorf die Stadt Gaildorf (⊙).
- Zu Ottendorf das Dorf Ottendorf (⊙), die Weiler Adelbach (auch Gemarkung Eutendorf) (⊙), Hägenau (⊙), Niederndorf (⊙) und Spöck (⊙), die Wohnplätze Kocherhalde (⊙) und Railhalde (⊙).
- Zu Unterrot das Dorf Unterrot (⊙), die Weiler Bröckingen (⊙), Münster (⊙), Reippersberg (⊙) und Schönberg (⊙), die Höfe Münster Mühle (⊙) und Reutfeld (⊙) und die Wohnplätze Chausseehaus (⊙), Kieselberg (⊙) und Ölmühle (⊙).

### Gerabronn
Gerabronn (40,38 km²; 4.481 Einwohner; 111 EW je km²) mit den Stadtteilen Amlishagen, Dünsbach, Gerabronn und Michelbach an der Heide.
- Zu Amlishagen das Dorf Amlishagen (⊙), die Höfe Hammerschmiede (⊙), Horschhof (⊙) und Ziegelhof (⊙) und der Wohnplatz Mühle oder Hubertusmühle[12] (⊙).
- Zu Dünsbach das Dorf Dünsbach (⊙), die Weiler Elpershofen (⊙), Großforst (⊙), Kleinforst (⊙) und Morstein (⊙) und das Gehöft Hubertushof (⊙).
- Zu Gerabronn die Stadt Gerabronn (⊙), die Weiler Bügenstegen (⊙), Oberweiler (⊙), Rückershagen (⊙) und Unterweiler (⊙) und das Gehöft Himmelreichshof (⊙).
- Zu Michelbach an der Heide das Dorf Michelbach an der Heide (⊙), die Weiler Binselberg (⊙), Liebesdorf (⊙), Rechenhausen (⊙) und Seibotenberg (⊙) und das Gehöft Kupferhof (⊙).

### Ilshofen
Ilshofen (54,87 km²; 6.977 Einwohner; 127 EW je km²) mit den Stadtteilen Eckartshausen, Ilshofen, Obersteinach, Ruppertshofen und Unteraspach.
- Zu Eckartshausen das Dorf Eckartshausen (⊙) und die Weiler Großallmerspann (⊙) und Oberschmerach (⊙).
- Zu Ilshofen die Stadt Ilshofen (⊙), der Weiler Unterschmerach (⊙) und das Gehöft Klingenhof (⊙).
- Zu Obersteinach das Dorf Obersteinach (⊙), die Weiler Altenberg (⊙), Niedersteinach (⊙), Sandelsbronn (⊙), Windisch-Brachbach (⊙) und Söllbot (⊙).
- Zu Ruppertshofen das Dorf Ruppertshofen (⊙) und die Weiler Hessenau (⊙) und Leofels (⊙).
- Zu Unteraspach die Dörfer Unteraspach (⊙), Gaugshausen (⊙) und Oberaspach (⊙), die Weiler Großstadel (⊙), Kerleweck (⊙), Oberscheffach (⊙) und Steinbächle (⊙) und die Höfe Kleinstadel (⊙), Lerchenhof (⊙) und Lerchenmühle (⊙).

### Kirchberg an der Jagst
Kirchberg an der Jagst (40,93 km²; 4.276 Einwohner; 104 EW je km²) mit den Stadtteilen Gaggstatt, Hornberg, Kirchberg an der Jagst und Lendsiedel.
- Zu Gaggstatt das Dorf Gaggstatt (⊙), die Weiler Lobenhausen (⊙) und Mistlau (⊙) und der Wohnplatz Schöneck (⊙).
- Zu Hornberg das Dorf Hornberg (⊙) und das Gehöft Hammerschmiede (⊙).
- Zu Kirchberg an der Jagst die Stadt Kirchberg an der Jagst (⊙).
- Zu Lendsiedel das Dorf Lendsiedel (⊙), die Weiler Diembot (⊙), Dörrmenz (⊙), Eichenau (⊙), Herboldshausen (⊙), Kleinallmerspann (⊙), Weckelweiler (⊙) und das Gehöft Sommerhof (⊙).

### Kreßberg
Kreßberg (48,45 km²; 4.014 Einwohner; 83 EW je km²) mit den Ortsteilen Leukershausen, Mariäkappel, Marktlustenau und Waldtann.
- Zu Leukershausen das Dorf Leukershausen (⊙), die Weiler Bergertshofen (⊙), Haselhof (⊙), Selgenstadt (⊙) und Waidmannsberg (⊙) und das Gehöft Vötschenhof (⊙).
- Zu Mariäkappel das Dorf Mariäkappel (⊙) und die Weiler Hohenberg (⊙), Rudolfsberg (⊙), Schwarzenhorb (⊙) und Wüstenau (⊙).
- Zu Marktlustenau das Dorf Marktlustenau (⊙), die Weiler Bräunersberg (⊙), Gaisbühl (⊙), Halden (⊙), Hohenkreßberg (⊙), Oberstelzhausen (⊙), Riegelbach (⊙), Schönbronn (⊙), Tempelhof (⊙) und Unterstelzhausen (⊙) und die Wohnplätze Rotmühle (⊙) und Schönmühle (⊙).
- Zu Waldtann das Dorf Waldtann (⊙), die Weiler Asbach (⊙), Bergbronn (⊙), Mistlau (⊙), Neuhaus (⊙), Rötsweiler (⊙), Ruppersbach (⊙), Stegenhof (⊙) und Vehlenberg (⊙) und das Gehöft Sixenhof (⊙).

### Langenburg
Langenburg (31,4 km²; 1.776 Einwohner; 57 EW je km²) mit den Stadtteilen Bächlingen und Langenburg.
- Zu Bächlingen die Dörfer Bächlingen (⊙) und Nesselbach (⊙), die Wohnplätze Großhürden (⊙), Kleinhürden (⊙) und Herrenmühle (⊙).
- Zu Langenburg die Stadt Langenburg (⊙), die Weiler Atzenrod (⊙), Ludwigsruhe (⊙), Oberregenbach (⊙) und Unterregenbach (⊙), der Wohnplatz Königsmühle (⊙) und das Gehöft Neuhof (⊙).

### Mainhardt
Mainhardt (58,69 km²; 5.988 Einwohner; 102 EW je km²) mit den Ortsteilen Ammertsweiler, Bubenorbis, Geißelhardt, Hütten und Mainhardt.
- Zu Ammertsweiler das Dorf Ammertsweiler (⊙), die Weiler Eulhof (⊙), Gögelhof (⊙), Klingenhof (⊙) und die Höfe Laukenmühle (⊙) und Schollenhof (⊙).
- Zu Bubenorbis das Dorf Bubenorbis (⊙), die Weiler Maibach (⊙), Riegenhof (⊙), Stock (⊙) und Ziegelbronn (⊙) und die Wohnplätze Aschenhütte (bei Stock)[13] (⊙) und Aschenhütte (bei Hütten)[13] (⊙).
- Zu Geißelhardt das Dorf Geißelhardt (⊙), die Weiler Dürrnast (⊙), Frohnfalls (⊙), Haubühl (⊙), Lachweiler (⊙), Neuwirtshaus (⊙), Rappenhof (⊙), Schönhardt (⊙), Steinbrück (⊙), Storchsnest (⊙) und Streithag (⊙), die Höfe Hausenbühl (⊙), Hegenhof (⊙) und Klingenhöfle (⊙) und die Wohnplätze Hegenhäule (⊙) und Steinhof (⊙).
- Zu Hütten das Dorf Hütten (⊙), die Weiler Bäumlesfeld (⊙) und Württemberger Hof (⊙) und die Höfe Scherbenmühle (⊙), Traubenmühle (⊙) und Zimmerhaus (⊙).
- Zu Mainhardt die Dörfer Mainhardt (⊙), Gailsbach (⊙), Hohenstraßen (⊙), die Weiler Baad (⊙), Dennhof (⊙), Hohenegarten (⊙), Mönchsberg (⊙) und Rösersmühle (⊙), die Gemeindeteile Neuwirtshaus (⊙) und Waspenhof (⊙), die Höfe Hammerschmiede (⊙), Mittelmühle (⊙), Neusägmühle (⊙), Nüßlenshof (⊙) und Vordermühle (⊙).

### Michelbach an der Bilz
Michelbach an der Bilz (17,68 km²; 3.310 Einwohner; 187 EW je km²)
mit den Dörfern Michelbach an der Bilz (⊙), Gschlachtenbretzingen (⊙), Hirschfelden (⊙) und Rauhenbretzingen (⊙), dem Weiler Buchhorn (⊙), den Höfen Einkorn (⊙) und Neumühle (⊙) und den Wohnplätzen Bahnhof Wilhelmsglück (⊙), Burgbretzingen (⊙), Engelsburg (⊙), Hagenhof (⊙), Steinbrück (⊙) und Ziegelhütte (⊙).

### Michelfeld
Michelfeld (35,22 km²; 3.785 Einwohner; 107 EW je km²) mit den Ortsteilen Gnadental und Michelfeld.
- Zu Gnadental das Dorf Gnadental (⊙), der Weiler Büchelberg (⊙), die Höfe Eichelberg (⊙), Forsthaus (⊙), Vorderziegelhalden (⊙) und der Wohnplatz Winterrain (⊙).
- Zu Michelfeld das Dorf Michelfeld (⊙), die Weiler Blindheim (⊙), Eichholz (⊙), Erlin (⊙), Forst (⊙), Hahnenbusch (⊙), Kiesberg (⊙), Koppelinshof (⊙), Lemberg (⊙), Leoweiler (⊙), Lindachshof (⊙), Neunkirchen (⊙), Rinnen (⊙), Schöpperg (⊙), Wagrain (⊙) und Witzmannsweiler (⊙), die Höfe Baierbach (⊙), Baumgarten (⊙), Bürkhof (⊙), Mäurershäusle (⊙), Messersmühle (⊙), Molkenstein (⊙), Pfeiffershäusle (⊙), Rotesteige (⊙) und die Wohnplätze Buchernhof (⊙), Landturm (⊙) und Lemberghaus (⊙).

### Oberrot
Oberrot (37,92 km²; 3.434 Einwohner; 91 EW je km²) mit den Ortsteilen Hausen an der Rot und Oberrot.
- Zu Hausen an der Rot das Dorf Hausen an der Rot (⊙), die Weiler Neuhausen (⊙), Scheuerhalden (⊙) und Wiesenbach (⊙), das Gehöft Völkleswald (⊙) und die Wohnplätze Eitelwäldle (⊙), Greuthof (⊙) und Stielberg (⊙).
- Zu Oberrot das Dorf Oberrot (⊙), die Weiler Ebersberg (⊙), Frankenberg (⊙), Glashofen (⊙), Hohenhardtsweiler (⊙), Jaghaus (⊙), Konhalden (⊙), Kornberg (⊙), Marbächle (⊙), Marhördt (⊙), Obermühle (⊙), Seehölzle (⊙), Stiershof (⊙) und Wolfenbrück (⊙), die Höfe Brennhof (⊙), Dexelhof (⊙), Ebersberger Sägmühle (⊙), Ernstenhöfle (⊙), Marhördter Mühle (⊙), Ofenberg (⊙), Untere Kornberger Sägmühle (⊙) und Ziegelhütte (⊙) und die Wohnplätze Amselhalde (⊙), Badhaus (⊙), Frankenberger Sägmühle (aufgegangen[14]), Hammerschmiede (eine Sägmühle) (⊙), Marhördter Sägmühle (⊙), Neumühle (⊙), Obere Kornberger Sägmühle (⊙) und Stiersbach (⊙).

### Obersontheim
Obersontheim (54,83 km²; 5.389 Einwohner; 98 EW je km²) mit den Ortsteilen Mittelfischach, Oberfischach, Obersontheim und Untersontheim.
- Zu Mittelfischach das Dorf Mittelfischach (⊙), die Weiler Engelhofen (⊙), Unterfischach (⊙) und Weiler (⊙) und das Gehöft Rothof (⊙).
- Zu Oberfischach das Dorf Oberfischach (⊙), die Weiler Benzenhof (⊙), Herlebach (⊙) und Rappoltshofen (⊙), die Höfe Beutenmühle (⊙) und Rappoltsau (⊙) und die Wohnplätze Lotthaus (⊙) und Mühlhof (⊙).
- Zu Obersontheim das Dorf Obersontheim (⊙)
- Zu Untersontheim das Dorf Untersontheim (⊙), die Weiler Hausen (⊙), Siehdichfür (⊙) und Ummenhofen (⊙) und die Wohnplätze Beilsteinmühle (⊙), Mettelmühle (⊙) und Röschbühl oder Fallhaus (⊙).

### Rosengarten
Rosengarten (31,01 km²; 5.250 Einwohner; 169 EW je km²) mit den Ortsteilen Rieden, Uttenhofen und Westheim.
- Zu Rieden das Dorf Rieden (⊙), der Weiler Sanzenbach (⊙), die Höfe Dendelbach (⊙), Kastenhof (⊙) und Zimmertshaus (⊙).
- Zu Uttenhofen das Dorf Uttenhofen (⊙), die Weiler Raibach (⊙), Tullau (⊙) und Wilhelmsglück (⊙), das Gehöft Renkenbühl (⊙) und der Wohnplatz Blumenhof (⊙).
- Zu Westheim das Dorf Westheim (⊙) und die Weiler Berghof (⊙), Vohenstein (⊙) und Ziegelmühle (⊙).

### Rot am See
Rot am See (74,81 km²; 5.627 Einwohner; 75 EW je km²) mit den Ortsteilen Beimbach, Brettheim, Hausen am Bach, Reubach und Rot am See.
- Zu Beimbach das Dorf Beimbach (⊙), die Weiler Heroldhausen (⊙), Kleinbrettheim (⊙), Lenkerstetten (⊙) und Oberndorf (⊙), das Gehöft Werdeck (⊙) und die Wohnplätze Lauramühle (⊙) und Rotmühle (⊙).
- Zu Brettheim das Dorf Brettheim (⊙), die Weiler Hegenau (⊙), Herbertshausen (⊙) und Hilgartshausen (⊙) und die Höfe Brettachmühle (⊙) und Rohrturm (⊙).
- Zu Hausen am Bach das Dorf Hausen am Bach (⊙), die Weiler Buch (⊙) und Hertershofen (⊙) und das Gehöft Klosterhof (⊙).
- Zu Reubach das Dorf Reubach (⊙), die Weiler Kleinansbach (⊙), Kühnhard (⊙), Reinsbürg (⊙) und Weikersholz (⊙) und das Gehöft Thomasmühle (⊙).
- Zu Rot am See das Dorf Rot am See (⊙), die Weiler Bemberg (⊙), Musdorf (⊙), Niederwinden (⊙) und Oberwinden (⊙), der Gemeindeteil Brettenfeld (⊙), das Gehöft Seemühle (⊙) und die Wohnplätze Aumühle (⊙), Bartenmühle (⊙) und Schwarzenmühle (⊙).

### Satteldorf
Satteldorf (46,21 km²; 5.717 Einwohner; 124 EW je km²) mit den Ortsteilen Ellrichshausen, Gröningen und Satteldorf.
- Zu Ellrichshausen das Dorf Ellrichshausen (⊙) und die Weiler Beeghof (⊙), Birkelbach (⊙), Gersbach (⊙), Horschhausen (⊙), Rockhalden (⊙), Simonsberg (⊙) und Volkershausen (⊙).
- Zu Gröningen die Dörfer Gröningen (⊙), Bölgental (⊙) und Bronnholzheim (⊙), die Weiler Helmshofen (⊙) und Triftshausen (⊙), die Höfe Heinzenmühle (abgegangen,[15] ⊙), Kernmühle (⊙) und Schleehardshof (⊙) und die Wohnplätze Gaismühle (abgegangen,[16] ⊙) und Hammerschmiede (⊙).
- Zu Satteldorf das Dorf Satteldorf (⊙), die Weiler Burleswagen (⊙), Neidenfels (⊙) und Sattelweiler (⊙), die Höfe Auhof (⊙), Neumühle (⊙), Sattelhaus (⊙) und Schummhof (⊙) und die Wohnplätze Bahnhof Satteldorf (⊙), Barenhaldenmühle (⊙), Fallteich (heute anscheinend zu Crailsheim)[7](⊙) und Heldenmühle (⊙).

### Schrozberg
Schrozberg (105,21 km²; 5.797 Einwohner; 55 EW je km²) mit den Stadtteilen Bartenstein, Ettenhausen, Leuzendorf, Riedbach, Schmalfelden, Schrozberg und Spielbach.
- Zu Bartenstein das Dorf Bartenstein (⊙), der Weiler Klopfhof (⊙) und das Gehöft Wengertshof (⊙).
- Zu Ettenhausen das Dorf Ettenhausen (⊙), die Weiler Ganertshausen (⊙), Hirschbronn (⊙), Mäusberg (⊙) und Wittmersklingen (⊙) und die Wohnplätze Mittelmühle (⊙) und Walkersmühle (⊙).
- Zu Leuzendorf das Dorf Leuzendorf (⊙), die Weiler Bossendorf (⊙), Funkstatt (⊙), Gemmhagen (⊙), Hechelein (⊙), Kleinbärenweiler (⊙), Spindelbach (⊙), Standorf (⊙), Windisch-Bockenfeld (⊙) und Wolfskreut (⊙).
- Zu Riedbach das Dorf Riedbach (⊙), die Weiler Eichholz (⊙), Eichswiesen (⊙), Gütbach (⊙), Heuchlingen (⊙), Hornungshof (⊙) und Reichertswiesen (⊙) und die Wohnplätze Fallhaus (⊙) und Zollhaus (⊙).
- Zu Schmalfelden das Dorf Schmalfelden (⊙) und die Weiler Großbärenweiler (⊙), Lindlein (⊙) und Speckheim (⊙).
- Zu Schrozberg die Stadt Schrozberg (⊙), die Weiler Kälberbach (⊙), Könbronn (⊙), Krailshausen (⊙), Kreuzfeld (⊙), Reupoldsrot (⊙), Sigisweiler (⊙) und Zell (⊙) und die Wohnplätze Berghaus (⊙), Obere Mühle (⊙) und Schrozberg im Tal (⊙).
- Zu Spielbach das Dorf Spielbach (⊙), die Weiler Böhmweiler (⊙), Bovenzenweiler (Bonifaziusweiler) (⊙), Enzenweiler (⊙), Heiligenbronn (⊙), Hummertsweiler (⊙), Obereichenrot (⊙) und Untereichenrot (⊙) und die Höfe Keitelhof (⊙) und Schöngras (⊙).

### Schwäbisch Hall
Schwäbisch Hall (104,23 km²; 42,363 Einwohner; 407 EW je km²) mit den Stadtteilen Bibersfeld, Eltershofen, Gailenkirchen, Gelbingen, Schwäbisch Hall, Sulzdorf und Tüngental.
- Zu Bibersfeld das Dorf Bibersfeld (⊙), die Weiler Hohenholz (⊙), Rötenhof (⊙), Sittenhardt (⊙), Starkholzbach (⊙) und Wielandsweiler (⊙) und die Wohnplätze Buchhof (⊙), Hilbenhof (⊙), Steigenhaus (⊙) und Winterhalde (⊙).
- Zu Eltershofen der Wohnplatz Breitenstein[17] (⊙) und das Dorf Eltershofen (⊙).
- Zu Gailenkirchen das Dorf Gailenkirchen (⊙), die Weiler Gottwollshausen (⊙), Neuhofen (⊙), Sülz (⊙) und Wackershofen (⊙), das Gehöft Gliemenhof (⊙) und der Wohnplatz Frühlingsberg (⊙).
- Zu Gelbingen das Dorf Gelbingen (⊙) und der Weiler Erlach (⊙).
- Zu Schwäbisch Hall die Stadt Schwäbisch Hall (⊙), das Schloss Comburg (⊙), die Stadtteile Hagenbach (⊙), Hessental (⊙) und Steinbach (⊙), die Siedlung Heimbachsiedlung (⊙), die Höfe Einkorn (⊙), Lehenhof, Oberlimpurg (⊙), Taubenhof (aufgegangen,[18] ⊙) und Teurershof (⊙) und die Wohnplätze Evangelische Diakonissenanstalt (⊙), Kaiserhof (⊙) und Kleincomburg (⊙).
- Zu Sulzdorf das Dorf Sulzdorf (⊙), die Weiler Anhausen (⊙), Buch (⊙), Dörrenzimmern (⊙), Hohenstadt (⊙), Jagstrot (⊙) und Matheshörlebach (⊙) und die Wohnplätze Hasenbühl (aufgegangen,[19] ⊙), Neunbronn (⊙) und Schwarzenlache (⊙).
- Zu Tüngental das Dorf Tüngental (⊙) und die Weiler Altenhausen (⊙), Otterbach (⊙), Ramsbach (⊙), Veinau (⊙) und Wolpertsdorf (⊙).

### Stimpfach
Stimpfach (33,35 km²; 3.000 Einwohner; 90 EW je km²) mit den Ortsteilen Rechenberg, Stimpfach und Weipertshofen.
- Zu Rechenberg das Dorf Rechenberg (⊙), die Weiler Bautzenhof (⊙), Connenweiler (⊙), Eichishof (⊙), Hübnershof (⊙) und Kreßbronn (⊙), das Gehöft Blindhof (⊙), der Wohnplatz Eichissägmühle (⊙) und der Wohnplatz Hammerschmiede[20] (⊙)

- Zu Stimpfach das Dorf Stimpfach (⊙), die Weiler Hörbühl (⊙), Randenweiler (⊙), Siglershofen (⊙), Sperrhof (⊙) und Streitberg (⊙), der Wohnplatz Ölmühle (⊙).
- Zu Weipertshofen das Dorf Weipertshofen (⊙), die Weiler Gerbertshofen (⊙) und Steinbach am Wald (⊙), die Höfe Hochbronn (⊙), Käsbach (⊙), Klinglesmühle (⊙), Lixhof (⊙), Nestleinsberg (⊙) und Sixenmühle (⊙).

### Sulzbach-Laufen
Sulzbach-Laufen (43,95 km²; 2.550 Einwohner; 58 EW je km²) mit den Ortsteilen Laufen und Sulzbach am Kocher.
- Zu Laufen das Dorf Laufen am Kocher (⊙), die Weiler Eckenberg(⊙), Eisenschmiede (⊙), Heerberg (⊙), Krasberg (⊙), Rübgarten (⊙), Schönbronn (⊙), Weiler (⊙) und Wengen (⊙), die Höfe Braunhof (⊙) und Wimbach (⊙) und die Wohnplätze Falschengehren (⊙), Hägelesburg (⊙), Hasenberg (⊙, wahrscheinlich abgegangen[21]), Hochhalden (⊙), Knollenberg (⊙), Platz (⊙), Schimmelsberg (⊙), Schneckenbusch (⊙), Teutschenhof (⊙) und Windmühle (⊙).
- Zu Sulzbach am Kocher das Dorf Sulzbach am Kocher (⊙), die Weiler Aichenrain (⊙), Altschmiedelfeld (⊙), Hohenberg (⊙), Schloßschmiedelfeld (⊙) und Walkmühle (⊙), die Höfe Brünst (⊙), Egelsbach (⊙), Freihöfle oder Teufelshalde (⊙), Hägeleshöfle oder Fuchshäusle (⊙), Haslach (⊙), Jägerhaus (⊙), Kohlwald (⊙), Mühlenberg (⊙), Nestelberg (⊙), Neuhorlachen (⊙), Roßhalden (⊙), Uhlbach (⊙) und Weißenhaus (⊙) und die Wohnplätze Altenberg (⊙), Bayerhöfle (⊙), Eisbach (⊙), Engelsburg (⊙), Frankenreute (⊙), Gottlenshaus[22] (⊙), Grauhöfle (⊙), Hof[23] (⊙), Hohl[24] (⊙), Jörgenhaus[25] (⊙), Kleinteutschenhof oder Nebenstück (⊙), Ochsenhalde (⊙), Ochsenhöfle (⊙), Schaufelhaus[26] (⊙), Steigenhaus (⊙), Stöckenhof[27] (⊙), Vogelhöfle[28] (⊙) und Wannenhaus[29] (⊙).

### Untermünkheim
Untermünkheim (27,14 km²; 3.031 Einwohner; 111 EW je km²) mit den Ortsteilen Enslingen, Übrigshausen und Untermünkheim.
- Zu Enslingen das Dorf Enslingen (⊙) und die Weiler Gaisdorf (⊙) und Schönenberg (⊙).
- Zu Übrigshausen das Dorf Übrigshausen (⊙) und die Weiler Brachbach (⊙), Kupfer (⊙), Leipoldsweiler (⊙) und Steigenhaus (⊙).
- Zu Untermünkheim das Dorf Untermünkheim (⊙), die Weiler Haagen (⊙), Obermünkheim (⊙), Suhlburg (⊙) und Wittighausen (⊙) und die Höfe Eichelhof (⊙) und Lindenhof (⊙).

### Vellberg
Vellberg (31,88 km²; 4.729 Einwohner; 148 EW je km²) mit den Stadtteilen Großaltdorf und Vellberg.
- Zu Großaltdorf das Dorf Großaltdorf (⊙) und die Weiler Kleinaltdorf (⊙) und Lorenzenzimmern (⊙).
- Zu Vellberg die Stadt Vellberg (⊙), die Weiler Eschenau (⊙), Merkelbach (⊙), Schneckenweiler (⊙) und Stöckenburg (⊙), der Gemeindeteil Talheim (⊙), die Höfe Hilpert (⊙) und Rappolden (⊙, Siedlungswüstung[30]) und die Wohnplätze Dürrsching (⊙) und Hörgershof (⊙, aufgegangen[31]).

### Wallhausen
Wallhausen (25,47 km²; 3.736 Einwohner; 147 EW je km²) mit den Ortsteilen Hengstfeld, Michelbach an der Lücke und Wallhausen.
- Zu Hengstfeld das Dorf Hengstfeld (⊙), die Weiler Asbach (⊙), Roßbürg (⊙) und Schönbronn (⊙).
- Zu Michelbach an der Lücke das Dorf Michelbach an der Lücke (⊙).
- Zu Wallhausen das Dorf Wallhausen (⊙), die Weiler Limbach (⊙) und Schainbach (⊙).

### Wolpertshausen
Wolpertshausen (27,42 km²; 2.318 Einwohner; 85 EW je km²)
mit dem Dorf Wolpertshausen (⊙), den Weilern Cröffelbach (⊙), Haßfelden (⊙), Hörlebach (⊙), Hohenberg (⊙), Hopfach (⊙), Reinsberg (⊙), Rudelsdorf (⊙) und Unterscheffach (⊙) und den Höfen Heide (⊙) und Landturm (⊙).

## Alphabetische Liste
In Fettschrift erscheinen die Orte, die zugleich Hauptort einer gleichnamigen Gemeinde sind, in Kursivschrift Wohnplätze, Höfe, Häuser und Wüstungen. Zusätzliche bestehende kleine Orte nach der Quelle www.leo-bw.de werden dort in aller Regel nicht wie in der Listengrundlage nach Weiler/Siedlung/Wohnplatz usw. differenziert, sondern einheitlich als Wohnplatz klassifiziert, dieser Ortsteiltyp wird hier entsprechend kursiviert übernommen.

### A
- Adelbach zu Gaildorf
- Aichenrain zu Sulzbach-Laufen
- Alexandersreut zu Crailsheim
- Alkertshausen zu Blaufelden
- Altenberg zu Ilshofen
- Altenfelden zu Frankenhardt
- Altenhausen zu Schwäbisch Hall
- Altenmünster zu Crailsheim
- Altschmiedelfeld zu Sulzbach-Laufen
- Amlishagen zu Gerabronn
- Ammertsweiler zu Mainhardt
- Amselhalde zu Oberrot
- Anhausen zu Schwäbisch Hall
- Appensee zu Frankenhardt
- Arnsdorf zu Braunsbach
- Asbach zu Kreßberg
- Asbach zu Wallhausen
- Aschenhütte (bei Stock)[13] zu Mainhardt
- Aschenhütte (bei Hütten)[13] zu Mainhardt
- Atzenrod zu Langenburg
- Auhof zu Satteldorf
- Aumühle zu Rot am See
- Avenmühle zu Bühlertann

### B
- Baad zu Mainhardt
- Bächlingen zu Langenburg
- Badhaus zu Oberrot
- Bahnhof Satteldorf zu Satteldorf
- Bahnhof Wilhelmsglück zu Michelbach an der Bilz
- Baierbach zu Michelfeld
- Banzenweiler zu Frankenhardt
- Barenhaldenmühle zu Satteldorf
- Bartenmühle zu Rot am See
- Bartenstein zu Schrozberg
- Baumgarten zu Michelfeld
- Bäumlesfeld zu Mainhardt
- Bautzenhof zu Stimpfach
- Bayerhöfle zu Sulzbach-Laufen
- Bechhof zu Frankenhardt
- Beeghof zu Satteldorf
- Beilsteinmühle zu Obersontheim
- Beimbach zu Rot am See
- Belzhof zu Frankenhardt
- Bemberg zu Rot am See
- Benzenhof zu Bühlerzell
- Benzenhof zu Obersontheim
- Bergbronn zu Kreßberg
- Bergertshofen zu Kreßberg
- Berghaus zu Schrozberg
- Berghof zu Rosengarten
- Bernhardsweiler zu Fichtenau
- Betzenmühle zu Frankenhardt
- Beuerlbach zu Crailsheim
- Beutenmühle zu Obersontheim
- Bibersfeld zu Schwäbisch Hall
- Billingsbach zu Blaufelden
- Binselberg zu Gerabronn
- Birkelbach zu Satteldorf
- Birkenhof zu Fichtenau
- Birkhof oder Birklein zu Frankenhardt
- Blashof zu Bühlertann
- Blaubach zu Blaufelden
- Blaufelden
- Blindheim zu Michelfeld
- Blindhof zu Stimpfach
- Blumenhof zu Rosengarten
- Böhmweiler zu Schrozberg
- Bölgental zu Satteldorf
- Bonolzhof zu Frankenhardt
- Bossendorf zu Schrozberg
- Bovenzenweile (Bonifaziusweiler) zu Schrozberg
- Brachbach zu Untermünkheim
- Bräunersberg zu Kreßberg
- Braunhof zu Sulzbach-Laufen
- Braunoldswiesen zu Braunsbach
- Braunsbach
- Breitenstein[17] zu Schwäbisch Hall
- Brennhof zu Oberrot
- Brettachmühle zu Rot am See
- Brettenfeld zu Rot am See
- Brettheim zu Rot am See
- Bröckingen zu Gaildorf
- Bronnholzheim zu Satteldorf
- Brüchlingen zu Blaufelden
- Brünst zu Sulzbach-Laufen
- Brunzenberg zu Frankenhardt
- Bubenorbis zu Mainhardt
- Buch zu Crailsheim
- Buch zu Rot am See
- Buch zu Schwäbisch Hall
- Büchelberg zu Michelfeld
- Buchernhof zu Michelfeld
- Buchhof zu Schwäbisch Hall
- Buchhorn zu Michelbach an der Bilz
- Buckenweiler zu Fichtenau
- Bügenstegen zu Gerabronn
- Bühlertann
- Bühlerzell
- Bühlerzimmern zu Braunsbach
- Burgberg zu Crailsheim
- Burgbretzingen zu Michelbach an der Bilz
- Bürkhof zu Michelfeld
- Burleswagen zu Satteldorf
- Buschhof zu Fichtenberg

### C
- Chausseehaus zu Gaildorf
- Comburg zu Schwäbisch Hall
- Connenweiler zu Stimpfach
- Crailsheim
- Cröffelbach zu Wolpertshausen

### D
- Dappach zu Fichtenberg
- Dendelbach zu Rosengarten
- Dennhof zu Mainhardt
- Dexelhof zu Oberrot
- Diebach zu Fichtenberg
- Diembot zu Kirchberg an der Jagst
- Dörrenzimmern zu Schwäbisch Hall
- Dörrhof zu Braunsbach
- Dörrmenz zu Kirchberg an der Jagst
- Döttingen zu Braunsbach
- Dünsbach zu Gerabronn
- Dürrnast zu Mainhardt
- Dürrsching zu Vellberg

### E
- Ebersberg zu Oberrot
- Ebersberger Sägmühle zu Oberrot
- Eckarrot zu Frankenhardt
- Eckartshausen zu Ilshofen
- Eckenberg zu Sulzbach-Laufen
- Egelsbach zu Sulzbach-Laufen
- Ehringshausen zu Blaufelden
- Eichberg zu Bühlerzell
- Eichelberg zu Crailsheim
- Eichelberg zu Michelfeld
- Eichelhof zu Untermünkheim
- Eichenau zu Kirchberg an der Jagst
- Eichholz zu Michelfeld
- Eichholz zu Schrozberg
- Eichishof zu Stimpfach
- Eichissägmühle zu Stimpfach
- Eichswiesen zu Schrozberg
- Einkorn zu Michelbach an der Bilz
- Einkorn zu Schwäbisch Hall
- Eisbach zu Gaildorf
- Eisbach zu Sulzbach-Laufen
- Eisenschmiede zu Sulzbach-Laufen
- Eitelwäldle zu Oberrot
- Ellrichshausen zu Satteldorf
- Elpershofen zu Gerabronn
- Eltershofen zu Schwäbisch Hall
- Elzhausen zu Braunsbach
- Emmertsbühl zu Blaufelden
- Engelhardshausen zu Blaufelden
- Engelhofen zu Obersontheim
- Engelsburg zu Michelbach an der Bilz
- Engelsburg zu Sulzbach-Laufen
- Enslingen zu Untermünkheim
- Enzenweiler zu Schrozberg
- Erkenbrechtshausen zu Crailsheim
- Erlach zu Schwäbisch Hall
- Erlenbach zu Fichtenberg
- Erlenhof zu Fichtenberg
- Erlin zu Michelfeld
- Ernstenhöfle zu Oberrot
- Erpfersweiler zu Blaufelden
- Eschenau zu Vellberg
- Ettenhausen zu Schrozberg
- Eulenhof[10] zu Frankenhardt
- Eulhof zu Mainhardt
- Eutendorf zu Gaildorf
- Evangelische Diakonissenanstalt zu Schwäbisch Hall

### F
- Fallhaus (aufgegangen[6]) zu Bühlertann
- Fallhaus zu Schrozberg
- Fallteich früher anscheinend zu Satteldorf, heute anscheinend zu Crailsheim[7]
- Falschengehren zu Sulzbach-Laufen
- Felsenmühle zu Fichtenau
- Fichtenberg
- Fichtenhaus oder Schmierhaus zu Frankenhardt
- Fichtenhof zu Fichtenau
- Fleckenbacher Sägmühle zu Frankenhardt
- Forst zu Michelfeld
- Forsthaus zu Michelfeld
- Frankenberg zu Oberrot
- Frankenberger Sägmühle (aufgegangen[14]) zu Oberrot
- Frankenreute zu Sulzbach-Laufen
- Freihöfle oder Teufelshalde zu Sulzbach-Laufen
- Frohnfalls zu Mainhardt
- Fronrot zu Bühlertann
- Frühlingsberg zu Schwäbisch Hall
- Funkstatt zu Schrozberg

### G
- Gaggstatt zu Kirchberg an der Jagst
- Gaildorf
- Gailenkirchen zu Schwäbisch Hall
- Gailsbach zu Mainhardt
- Gaisbühl zu Kreßberg
- Gaisdorf zu Untermünkheim
- Gaismühle (abgegangen[16]) zu Satteldorf
- Gammesfeld zu Blaufelden
- Ganertshausen zu Schrozberg
- Gantenwald zu Bühlerzell
- Gauchshausen zu Frankenhardt
- Gaugshausen zu Ilshofen
- Gehrhof zu Fichtenberg
- Geifertshofen zu Bühlerzell
- Geislingen am Kocher zu Braunsbach
- Geißelhardt zu Mainhardt
- Gelbingen zu Schwäbisch Hall
- Gemmhagen zu Schrozberg
- Gerabronn
- Gerabronn zu Bühlerzell
- Gerbertshofen zu Stimpfach
- Geroldshausen zu Blaufelden
- Gersbach zu Satteldorf
- Glashofen zu Oberrot
- Glattenzainbach zu Fichtenberg
- Gliemenhof zu Schwäbisch Hall
- Gnadental zu Michelfeld
- Gögelhof zu Mainhardt
- Goldbach zu Crailsheim
- Gottlenshaus[22] zu Sulzbach-Laufen
- Gottwollshausen zu Schwäbisch Hall
- Grauhöfle zu Sulzbach-Laufen
- Greuthof zu Oberrot
- Gröningen zu Satteldorf
- Großallmerspann zu Ilshofen
- Großaltdorf zu Vellberg
- Großaltdorf zu Gaildorf
- Großbärenweiler zu Schrozberg
- Großenhub zu Fichtenau
- Großforst zu Gerabronn
- Großhürden zu Langenburg
- Großstadel zu Ilshofen
- Grunbachsägmühle zu Frankenhardt
- Gründelhardt zu Frankenhardt
- Gschlachtenbretzingen zu Michelbach an der Bilz
- Gunzach zu Fichtenau
- Gütbach zu Schrozberg

### H
- Haagen zu Untermünkheim
- Hägelesburg zu Sulzbach-Laufen
- Hägeleshöfle oder Fuchshäusle zu Sulzbach-Laufen
- Hägenau zu Gaildorf
- Hagenbach zu Schwäbisch Hall
- Hagenhof zu Crailsheim
- Hagenhof zu Michelbach an der Bilz
- Hahnenberg zu Fichtenau
- Hahnenbusch zu Michelfeld
- Halden zu Bühlertann
- Halden zu Kreßberg
- Hambacher Mühle zu Bühlerzell
- Hammermühle zu Fichtenau
- Hammerschmiede zu Crailsheim
- Hammerschmiede zu Gerabronn
- Hammerschmiede zu Kirchberg an der Jagst
- Hammerschmiede zu Mainhardt
- Hammerschmiede zu Oberrot
- Hammerschmiede zu Satteldorf
- Hammerschmiede[20] zu Stimpfach
- Haselhof zu Kreßberg
- Hasenberg (wahrscheinlich abgegangen[21]) zu Sulzbach-Laufen
- Hasenbühl (aufgegangen[19]) zu Schwäbisch Hall
- Haslach zu Sulzbach-Laufen
- Haßfelden zu Wolpertshausen
- Haubühl zu Mainhardt
- Hausen zu Obersontheim
- Hausen am Bach zu Rot am See
- Hausen an der Rot zu Oberrot
- Hausenbühl zu Mainhardt
- Hechelein zu Schrozberg
- Heerberg zu Sulzbach-Laufen
- Hegenau zu Rot am See
- Hegenhäule zu Mainhardt
- Hegenhof zu Mainhardt
- Heide zu Wolpertshausen
- Heilberg zu Bühlerzell
- Heiligenbronn zu Schrozberg
- Heimbachsiedlung zu Schwäbisch Hall
- Heinkenbusch zu Crailsheim
- Heinzenmühle (abgegangen[15]) zu Satteldorf
- Heldenmühle zu Satteldorf
- Hellmannshofen zu Frankenhardt
- Helmshofen zu Satteldorf
- Hengstfeld zu Wallhausen
- Henkensägmühle zu Frankenhardt
- Herbertshausen zu Rot am See
- Herboldshausen zu Kirchberg an der Jagst
- Herdtlingshagen zu Braunsbach
- Hergershof zu Braunsbach
- Herlebach zu Obersontheim
- Heroldhausen zu Rot am See
- Herrenmühle zu Langenburg
- Herrentierbach zu Blaufelden
- Hertensteiner Mühle zu Blaufelden
- Hertershofen zu Rot am See
- Hessenau zu Ilshofen
- Hessental zu Schwäbisch Hall
- Hettensberg zu Bühlertann
- Heuchlingen zu Schrozberg
- Heufelwinden zu Blaufelden
- Heuhof zu Bühlertann
- Hilbenhof zu Schwäbisch Hall
- Hilgartshausen zu Rot am See
- Hilpert zu Vellberg
- Himmelreich zu Bühlertann
- Himmelreichshof zu Gerabronn
- Hinterlangert zu Fichtenberg
- Hinteruhlberg zu Frankenhardt
- Hinterwald zu Bühlerzell
- Hirschbronn zu Schrozberg
- Hirschfelden zu Michelbach an der Bilz
- Hirschhof zu Frankenhardt
- Hochbronn zu Bühlerzell
- Hochbronn zu Stimpfach
- Hochhalden zu Sulzbach-Laufen
- Hof[23] zu Sulzbach-Laufen
- Hofmühle[4] zu Blaufelden
- Hohenberg zu Kreßberg
- Hohenberg zu Sulzbach-Laufen
- Hohenberg zu Wolpertshausen
- Hohenegarten zu Mainhardt
- Hohenhardtsweiler zu Oberrot
- Hohenholz zu Schwäbisch Hall
- Hohenkreßberg zu Kreßberg
- Hohenstadt zu Schwäbisch Hall
- Hohenstraßen zu Mainhardt
- Hohl[24] zu Sulzbach-Laufen
- Holenstein zu Bühlerzell
- Honhardt zu Frankenhardt
- Hopfach zu Wolpertshausen
- Hörbühl zu Stimpfach
- Hörgershof (aufgegangen[31]) zu Vellberg
- Hörlebach zu Wolpertshausen
- Hornberg zu Fichtenberg
- Hornberg zu Kirchberg an der Jagst
- Hornberger Reute zu Fichtenberg
- Hornungshof zu Schrozberg
- Horschhausen zu Satteldorf
- Horschhof zu Gerabronn
- Hubertushof zu Gerabronn
- Hubertusmühle oder Mühle[12]
- Hübnershof zu Stimpfach
- Hummertsweiler zu Schrozberg
- Hütten zu Mainhardt

### I
- Ilshofen
- Imberg zu Bühlerzell
- Immersberg zu Bühlerzell
- Ingersheim zu Crailsheim
- Ipshof zu Frankenhardt

### J
- Jägerhaus zu Sulzbach-Laufen
- Jaghaus zu Oberrot
- Jagstheim zu Crailsheim
- Jagstrot zu Schwäbisch Hall
- Jörgenhaus[25] zu Sulzbach-Laufen
- Jungholzhausen zu Braunsbach

### K
- Kaihof zu Crailsheim
- Kaiserhof zu Schwäbisch Hall
- Kälberbach zu Schrozberg
- Kammerstatt zu Bühlerzell
- Käsbach zu Stimpfach
- Kastenhof zu Rosengarten
- Keitelhof zu Schrozberg
- Kerleweck zu Ilshofen
- Kernmühle zu Satteldorf
- Kiesberg zu Michelfeld
- Kieselberg zu Gaildorf
- Kirchberg an der Jagst
- Kleehaus zu Fichtenberg
- Kleinallmerspann zu Kirchberg an der Jagst
- Kleinaltdorf zu Gaildorf
- Kleinaltdorf zu Vellberg
- Kleinansbach zu Rot am See
- Kleinbärenweiler zu Schrozberg
- Kleinbrettheim zu Rot am See
- Kleincomburg zu Schwäbisch Hall
- Kleinforst zu Gerabronn
- Kleinhürden zu Langenburg
- Kleinstadel zu Ilshofen
- Kleinteutschenhof oder Nebenstück zu Sulzbach-Laufen
- Klingenhof zu Ilshofen
- Klingenhof zu Mainhardt
- Klingenhöfle zu Mainhardt
- Klinglesmühle zu Stimpfach
- Klopfhof zu Schrozberg
- Klosterhof zu Rot am See
- Knollenberg zu Sulzbach-Laufen
- Kocherhalde zu Gaildorf
- Kohlwald zu Sulzbach-Laufen
- Könbronn zu Schrozberg
- Königsmühle zu Langenburg
- Konhalden zu Oberrot
- Koppelinshof zu Michelfeld
- Kornberg zu Oberrot
- Kottmannsweiler zu Blaufelden
- Kottspiel zu Bühlertann
- Krailshausen zu Schrozberg
- Krasberg zu Sulzbach-Laufen
- Kreidelhaus zu Bühlertann
- Kreßbronn zu Stimpfach
- Krettenbach zu Fichtenau
- Kreuzfeld zu Schrozberg
- Kronmühle zu Fichtenberg
- Kühnhard zu Rot am See
- Kupfer zu Untermünkheim
- Kupferhof zu Gerabronn

### L
- Lachweiler zu Mainhardt
- Landschaftspflegehof[9] zu Frankenhardt
- Landturm zu Michelfeld
- Landturm zu Wolpertshausen
- Langenburg
- Laufen am Kocher zu Sulzbach-Laufen
- Laukenmühle zu Mainhardt
- Lauramühle zu Rot am See
- Lautenbach zu Fichtenau
- Lautenhof zu Bühlerzell
- Lehenhof zu Schwäbisch Hall
- Leipoldsweiler zu Untermünkheim
- Lemberg zu Michelfeld
- Lemberghaus zu Michelfeld
- Lendsiedel zu Kirchberg an der Jagst
- Lenkerstetten zu Rot am See
- Lentersweiler zu Blaufelden
- Leofels zu Ilshofen
- Leoweiler zu Michelfeld
- Lerchenhof zu Ilshofen
- Lerchenmühle zu Ilshofen
- Leukershausen zu Kreßberg
- Leuzendorf zu Schrozberg
- Liebesdorf zu Gerabronn
- Limbach zu Wallhausen
- Lindachshof zu Michelfeld
- Lindenhof zu Untermünkheim
- Lindlein zu Schrozberg
- Lixhof zu Stimpfach
- Lobenhausen zu Kirchberg an der Jagst
- Lohr zu Crailsheim
- Lorenzenzimmern zu Vellberg
- Lotthaus zu Obersontheim
- Ludwigsruhe zu Langenburg

### M
- Maibach zu Mainhardt
- Mainhardt
- Mainkling zu Frankenhardt
- Mangoldshausen zu Bühlerzell
- Marbächle zu Oberrot
- Marhördt zu Oberrot
- Marhördter Mühle zu Oberrot
- Marhördter Sägmühle zu Oberrot
- Mariäkappel zu Kreßberg
- Markertshofen zu Frankenhardt
- Marktlustenau zu Kreßberg
- Matheshörlebach zu Schwäbisch Hall
- Matzenbach zu Fichtenau
- Maulach zu Crailsheim
- Mäurershäusle zu Michelfeld
- Mäusberg zu Schrozberg
- Melbersmühle zu Fichtenau
- Merkelbach zu Vellberg
- Messersmühle zu Michelfeld
- Mettelmühle zu Obersontheim
- Metzholz zu Blaufelden
- Michelbach an der Bilz
- Michelbach an der Heide zu Gerabronn
- Michelbach an der Lücke zu Wallhausen
- Michelbächle zu Fichtenberg
- Michelfeld
- Mistlau zu Kirchberg an der Jagst
- Mistlau zu Kreßberg
- Mittelbach zu Blaufelden
- Mittelfischach zu Obersontheim
- Mittelmühle zu Crailsheim
- Mittelmühle zu Mainhardt
- Mittelmühle zu Schrozberg
- Mittelrot zu Fichtenberg
- Molkenstein zu Michelfeld
- Mönchsberg zu Mainhardt
- Morstein zu Gerabronn
- Mühle oder Hubertusmühle[12]
- Mühlenberg zu Sulzbach-Laufen
- Mühlhof zu Obersontheim
- Münster zu Gaildorf
- Münster Mühle zu Gaildorf
- Musdorf zu Rot am See

### N
- Naicha zu Blaufelden
- Neidenfels zu Satteldorf
- Nesselbach zu Langenburg
- Nestelberg zu Sulzbach-Laufen
- Nestleinsberg zu Stimpfach
- Neuberg zu Frankenhardt
- Neuhaus zu Fichtenau
- Neuhaus zu Frankenhardt
- Neuhaus zu Kreßberg
- Neuhausen zu Oberrot
- Neuhof zu Langenburg
- Neuhofen zu Schwäbisch Hall
- Neuhorlachen zu Sulzbach-Laufen
- Neumühle zu Michelbach an der Bilz
- Neumühle zu Oberrot
- Neumühle zu Satteldorf
- Neunbronn zu Schwäbisch Hall
- Neunkirchen zu Michelfeld
- Neusägmühle zu Mainhardt
- Neustädtlein zu Fichtenau
- Neuwirtshaus zu Mainhardt, Gemeindeteil Geißelhardt
- Neuwirtshaus zu Mainhardt, Gemeindeteil Mainhardt
- Niedermühle zu Bühlertann
- Niederndorf zu Gaildorf
- Niedersteinach zu Ilshofen
- Niederweiler zu Blaufelden
- Niederwinden zu Rot am See
- Nüßlenshof zu Mainhardt

### O
- Oberaspach zu Ilshofen
- Oberdeufstetten zu Fichtenau
- Obere Kornberger Sägmühle zu Oberrot
- Obere Mühle zu Schrozberg
- Obereichenrot zu Schrozberg
- Oberfischach zu Obersontheim
- Oberlimpurg zu Schwäbisch Hall
- Obermühle zu Oberrot
- Obermünkheim zu Untermünkheim
- Oberndorf zu Rot am See
- Oberregenbach zu Langenburg
- Oberrot
- Oberscheffach zu Ilshofen
- Oberschmerach zu Ilshofen
- Obersontheim
- Oberspeltach zu Frankenhardt
- Obersteinach zu Ilshofen
- Oberstelzhausen zu Kreßberg
- Oberweiler zu Gerabronn
- Oberwinden zu Rot am See
- Ochsenhalde zu Sulzbach-Laufen
- Ochsenhöfle zu Sulzbach-Laufen
- Ofenbach zu Crailsheim
- Ofenberg zu Oberrot
- Ölhaus zu Crailsheim
- Ölmühle zu Fichtenau
- Ölmühle zu Gaildorf
- Ölmühle zu Stimpfach
- Onolzheim zu Crailsheim
- Orlach zu Braunsbach
- Oßhalden zu Crailsheim
- Ottendorf zu Gaildorf
- Otterbach zu Schwäbisch Hall

### P
- Pfeiffershäusle zu Michelfeld
- Pfingsthöfe[2] zu Blaufelden
- Plapphof zu Fichtenberg
- Platz zu Sulzbach-Laufen

### R
- Raboldshausen zu Blaufelden
- Raibach zu Rosengarten
- Railhalde zu Gaildorf
- Ramsbach zu Schwäbisch Hall
- Randenweiler zu Stimpfach
- Rappenhof zu Mainhardt
- Rappolden (Siedlungswüstung[30]) zu Vellberg
- Rappoltsau zu Obersontheim
- Rappoltshofen zu Obersontheim
- Rauhenbretzingen zu Michelbach an der Bilz
- Rauhenzainbach zu Fichtenberg
- Rechenberg zu Stimpfach
- Rechenhausen zu Gerabronn
- Reichertswiesen zu Schrozberg
- Reifenhof zu Frankenhardt
- Reifensägmühle[11] zu Frankenhardt
- Reinsberg zu Wolpertshausen
- Reinsbürg zu Rot am See
- Reippersberg zu Gaildorf
- Reisachshof zu Braunsbach
- Reishof zu Frankenhardt
- Reitenhaus zu Bühlerzell
- Renkenbühl zu Rosengarten
- Retzenhof zu Fichtenberg
- Reubach zu Rot am See
- Reupoldsrot zu Schrozberg
- Reutehaus zu Fichtenberg
- Reutfeld zu Gaildorf
- Riedbach zu Schrozberg
- Rieden zu Rosengarten
- Riegelbach zu Kreßberg
- Riegenhof zu Mainhardt
- Rinnen zu Michelfeld
- Rockhalden zu Satteldorf
- Röhmen zu Bühlerzell
- Röhmensägmühle zu Bühlerzell
- Rohrturm zu Rot am See
- Röschbühl oder Fallhaus zu Obersontheim
- Rösersmühle zu Mainhardt
- Roßberg zu Bühlerzell
- Roßbürg zu Wallhausen
- Roßfeld zu Crailsheim
- Roßhalden zu Sulzbach-Laufen
- Rot am See
- Rötenhof zu Schwäbisch Hall
- Rotesteige zu Michelfeld
- Rothof zu Obersontheim
- Rötlein zu Fichtenau
- Rotmühle zu Crailsheim
- Rotmühle zu Kreßberg
- Rotmühle zu Rot am See
- Rötsweiler zu Kreßberg
- Rübgarten zu Sulzbach-Laufen
- Rückershagen zu Gerabronn
- Rückertsbronn zu Braunsbach
- Rückertshausen zu Braunsbach
- Rüddern zu Crailsheim
- Rudelsdorf zu Wolpertshausen
- Rudolfsberg zu Kreßberg
- Ruppersbach zu Kreßberg
- Ruppertshofen zu Ilshofen
- Rupphof zu Fichtenberg

### S
- Saalbach zu Blaufelden
- Säghalden zu Bühlerzell
- Sandelsbronn zu Ilshofen
- Sandhof zu Frankenhardt
- Sanzenbach zu Rosengarten
- Satteldorf
- Sattelhaus zu Satteldorf
- Sattelweiler zu Satteldorf
- Sauerbronnen zu Crailsheim
- Saurach zu Crailsheim
- Schaalhof zu Braunsbach
- Schainbach zu Wallhausen
- Schaufelhaus[26]
- Scherbenmühle zu Mainhardt
- Scheuerhalden zu Oberrot
- Schimmelsberg zu Sulzbach-Laufen
- Schleehardshof zu Satteldorf
- Schloßschmiedelfeld zu Sulzbach-Laufen
- Schmalfelden zu Schrozberg
- Schneckenbusch zu Sulzbach-Laufen
- Schneckenweiler zu Vellberg
- Schollenhof zu Mainhardt
- Schönberg zu Gaildorf
- Schönbronn zu Bühlerzell
- Schönbronn zu Kreßberg
- Schönbronn zu Sulzbach-Laufen
- Schönbronn zu Wallhausen
- Schöneck zu Kirchberg an der Jagst
- Schönenberg zu Untermünkheim
- Schöngras zu Schrozberg
- Schönhardt zu Mainhardt
- Schönmühle zu Kreßberg
- Schöpperg zu Michelfeld
- Schrozberg
- Schrozberg im Tal zu Schrozberg
- Schuckhof zu Blaufelden
- Schummhof zu Satteldorf
- Schüttberg zu Crailsheim
- Schwäbisch Hall
- Schwarzenhorb zu Kreßberg
- Schwarzenlache zu Schwäbisch Hall
- Schwarzenmühle zu Rot am See
- Schweizerhof zu Gaildorf
- Seehölzle zu Oberrot
- Seemühle zu Rot am See
- Seibotenberg zu Gerabronn
- Selgenstadt zu Kreßberg
- Senzenberg zu Bühlerzell
- Siehdichfür zu Obersontheim
- Sigisweiler zu Schrozberg
- Siglershofen zu Stimpfach
- Simmetshausen zu Blaufelden
- Simonsberg zu Satteldorf
- Sittenhardt zu Schwäbisch Hall
- Sixenhof zu Kreßberg
- Sixenmühle zu Stimpfach
- Söllbot zu Ilshofen
- Sommerberg zu Braunsbach
- Sommerhof zu Kirchberg an der Jagst
- Spaichbühl zu Frankenhardt
- Spatzenhof zu Bühlerzell
- Speckheim zu Schrozberg
- Sperrhof zu Stimpfach
- Spielbach zu Schrozberg
- Spindelbach zu Schrozberg
- Spitzenberg zu Bühlerzell
- Spitzenmühle zu Fichtenau
- Spöck zu Gaildorf
- Standorf zu Schrozberg
- Starkholzbach zu Schwäbisch Hall
- Stegenhof zu Kreßberg
- Steigenhaus zu Gaildorf
- Steigenhaus zu Schwäbisch Hall
- Steigenhaus zu Sulzbach-Laufen
- Steigenhaus zu Untermünkheim
- Steinbach zu Schwäbisch Hall
- Steinbach am Wald zu Stimpfach
- Steinbach an der Jagst zu Frankenhardt
- Steinbächle zu Ilshofen
- Steinbrück zu Mainhardt
- Steinbrück zu Michelbach an der Bilz
- Steinehaig zu Frankenhardt
- Steinenbühl zu Bühlerzell
- Steinhof zu Mainhardt
- Steinkirchen zu Braunsbach
- Steppach zu Gaildorf
- Stetten zu Frankenhardt
- Stielberg zu Oberrot
- Stiersbach zu Oberrot
- Stiershof zu Oberrot
- Stimpfach
- Stock zu Mainhardt
- Stöckenburg zu Vellberg
- Stöckenhof zu Crailsheim
- Stöckenhof[27]
- Stöckenhofer Sägmühle zu Fichtenberg
- Stockhäusle zu Bühlerzell
- Storchsnest zu Mainhardt
- Streitberg zu Stimpfach
- Streithag zu Mainhardt
- Suhlburg zu Untermünkheim
- Sülz zu Schwäbisch Hall
- Sulzbach am Kocher zu Sulzbach-Laufen
- Sulzdorf zu Schwäbisch Hall

### T
- Talheim zu Vellberg
- Tannberghalden zu Bühlertann
- Tannenburg zu Bühlertann
- Taubenhof (aufgegangen[18]) zu Schwäbisch Hall
- Tempelhof zu Kreßberg
- Teuerzer Sägmühle zu Bühlerzell
- Teurershof zu Schwäbisch Hall
- Teutschenhof zu Sulzbach-Laufen
- Thomasmühle zu Rot am See
- Tiefenbach zu Crailsheim
- Tiefensägmühle zu Frankenhardt
- Tierberg zu Braunsbach
- Traubenmühle zu Mainhardt
- Triensbach zu Crailsheim
- Triftshausen zu Satteldorf
- Trögelsberg zu Bühlerzell
- Tullau zu Rosengarten
- Tüngental zu Schwäbisch Hall

### U
- Übrigshausen zu Untermünkheim
- Uhlbach zu Sulzbach-Laufen
- Ummenhofen zu Obersontheim
- Unteraspach zu Ilshofen
- Unterdeufstetten zu Fichtenau
- Untere Kornberger Sägmühle zu Oberrot
- Untereichenrot zu Schrozberg
- Unterfischach zu Obersontheim
- Untermünkheim
- Unterregenbach zu Langenburg
- Unterrot zu Gaildorf
- Unterscheffach zu Wolpertshausen
- Unterschmerach zu Ilshofen
- Untersontheim zu Obersontheim
- Unterspeltach zu Frankenhardt
- Unterstelzhausen zu Kreßberg
- Unterweiler zu Gerabronn
- Uttenhofen zu Rosengarten

### V
- Vehlenberg zu Kreßberg
- Veinau zu Schwäbisch Hall
- Vellberg
- Vetterhöfe zu Bühlertann
- Vogelhöfle[28] zu Sulzbach-Laufen
- Vohenstein zu Rosengarten
- Völkermühle zu Fichtenau
- Volkershausen zu Satteldorf
- Völkleswald zu Oberrot
- Vorderlangert zu Fichtenberg
- Vordermühle zu Mainhardt
- Vorderuhlberg zu Frankenhardt
- Vorderziegelhalden zu Michelfeld
- Vorstadt zu Fichtenau
- Vötschenhof zu Kreßberg

### W
- Wackershofen zu Schwäbisch Hall
- Wagrain zu Michelfeld
- Waidmannsberg zu Kreßberg
- Waldbuch zu Frankenhardt
- Waldeck zu Fichtenberg
- Wäldershub zu Fichtenau
- Waldtann zu Kreßberg
- Walkersmühle zu Schrozberg
- Walkmühle zu Sulzbach-Laufen
- Wallhausen
- Wannenhaus[29]
- Wasen zu Blaufelden
- Waspenhof zu Mainhardt
- Weckelweiler zu Kirchberg an der Jagst
- Wegses zu Crailsheim
- Weidenhäuser Mühle zu Crailsheim
- Weidenmühle zu Bühlertann
- Weikersholz zu Rot am See
- Weiler zu Obersontheim
- Weiler zu Sulzbach-Laufen
- Weilersbach zu Braunsbach
- Weilershof zu Crailsheim
- Weipertshofen zu Stimpfach
- Weißenhaus zu Sulzbach-Laufen
- Weißenhof zu Bühlerzell
- Wendenhof[3] zu Blaufelden
- Wengen zu Sulzbach-Laufen
- Wengertshof zu Schrozberg
- Werdeck zu Rot am See
- Westgartshausen zu Crailsheim
- Westheim zu Rosengarten
- Wielandsweiler zu Schwäbisch Hall
- Wiesenbach zu Blaufelden
- Wiesenbach zu Oberrot
- Wildenstein zu Fichtenau
- Wilhelmsglück zu Rosengarten
- Wimbach zu Sulzbach-Laufen
- Windisch-Bockenfeld zu Schrozberg
- Windisch-Brachbach zu Ilshofen
- Windmühle zu Sulzbach-Laufen
- Winterberg zu Braunsbach
- Winterhalde zu Schwäbisch Hall
- Winterrain zu Michelfeld
- Winzenweiler zu Gaildorf
- Wittau zu Crailsheim
- Wittenweiler zu Blaufelden
- Wittighausen zu Untermünkheim
- Wittmersklingen zu Schrozberg
- Witzmannsweiler zu Michelfeld
- Wolfenbrück zu Oberrot
- Wolfskreut zu Schrozberg
- Wollmershausen zu Crailsheim
- Wolpertsdorf zu Schwäbisch Hall
- Wolpertshausen
- Wörbelhöfle oder Winterhaus zu Fichtenberg
- Württemberger Hof zu Mainhardt
- Wurzelbühl zu Bühlerzell
- Wurzelhof zu Bühlerzell
- Wüstenau zu Kreßberg

### Z
- Zankhof zu Fichtenau
- Zell zu Schrozberg
- Ziegelbronn zu Mainhardt
- Ziegelhof zu Gerabronn
- Ziegelhütte zu Michelbach an der Bilz
- Ziegelhütte zu Oberrot
- Ziegelmühle zu Rosengarten
- Zimmerhaus zu Mainhardt
- Zimmertshaus zu Rosengarten
- Zollhaus zu Schrozberg
- Zottishofen zu Braunsbach
- Zum Wagner zu Frankenhardt